# Kylian Mbappé
Kylian Mbappé Lottin (pronunciació francesa: [kiljan (ə)mbape]; París, 20 de desembre de 1998) és un futbolista francès que juga com a davanter pel Reial Madrid CF i la selecció francesa de futbol.
Mbappé va començar la seva carrera en la categoria absoluta a l'AS Mònaco, club de la Ligue 1, debutant com a professional el 2015, amb 16 anys. Amb ells, va guanyar un títol de la Lliga 1, el premi al millor jugador jove de la Lliga 1 i el premi Golden Boy. El 2017, va fitxar pel seu rival de la lliga, el París Saint-Germain, amb una cessió inicial que es va convertir en permanent el 2018 en un traspàs de 180 milions d'euros més complements, fet que el va convertir en el segon jugador més car i a l'adolescent més car. Amb el PSG, va guanyar tres títols de la Ligue 1, tres títols de la Coupe de France, va ser nomenat Jugador de l'Any de la Ligue 1 en dues ocasions i va acabar com a màxim golejador de la Ligue 1 durant tres temporades consecutives. A més, és el tercer màxim golejador de la història del club.
Malgrat la seva joventut, se'l considera un dels millors futbolistes del món pel seu caràcter descarat, la seva valentia i el seu talent. El 2016 va començar a fer-se conegut marcant gols importants per a l'AS Mònaco, arribant a les semifinals de la Lliga de Campions, fita històrica pel club del principat, i guanyant la Ligue 1. Al cap d'uns dies, va rebre el premi al millor futbolista jove de l'any, anomenat Golden Boy.

## Primers anys
Mbappé va néixer a París i es va criar a Bondy, Seine-Saint-Denis, un municipi situat a 10,9 km del centre de París. El seu pare, Wilfried, és d'origen camerunès i, a més de ser el representant de Mbappé, és entrenador de futbol, mentre que la seva mare, Fayza Lamari, és d'origen cabilenc algerià i és exjugadora d'handbol. Té un germà menor, Ethan, que va jugar amb la selecció sub-12 del París Saint-Germain el 2018. El germà adoptiu de Mbappé, Jirès Kembo Ekoko, també és futbolista professional. De petit, el seu ídol era Ronaldo Nazario, Zidane i Cristiano Ronaldo, un jugador a qui buscava imitar. De nen, Kylian Mbappé va anar a una escola catòlica privada a Bondy, on se'l considerava superdotat acadèmicament però molt rebel.

## Carrera de club

### Inicis
Mbappé va començar la seva carrera a l'AS Bondy, entrenat pel seu pare, Wilfried.
Finalment, es va traslladar a l'acadèmia de Clairefontaine, on va realitzar una sèrie d'impressionants actuacions que van fer que nombrosos clubs francesos, així com el Reial Madrid, el Chelsea FC, el Liverpool FC, el Manchester City i l'FC Bayern de Múnic, intentessin fitxar-lo. Als 11 anys, el Reial Madrid va convidar Mbappé a entrenar amb el seu equip sub-12 i a visitar les instal·lacions del club. Als 14 anys va viatjar a Londres després d'una invitació del Chelsea FC, i va jugar un partit amb el seu equip juvenil contra el Charlton Athletic, però va acabar decantant-se pel Mònaco. Amb catorze anys, el 2013, es va incorporar a les categories inferiors de l'Association Sportive de Monaco Football Club, on va aconseguir pujar al primer equip tot just dos anys més tard.

### AS Monaco
Mbappé va fer el seu debut com a professional, el 2 de desembre de 2015, en un empat a domicili davant del SM Caen a Ligue 1, substituint Fábio Coentrão en el minut 88. Es va convertir en el debutant més jove del club amb 16 anys i 347 dies, trencant el rècord anterior de Thierry Henry, vigent durant 21 anys. El 20 de febrer de 2016, va marcar el seu primer gol en una victòria per 3-1 sobre l'ES Troyes; amb 17 anys i 62 dies, que va suposar una nova marca en la història de l'entitat monegasca, superant novament el rècord de Henry. El 6 de març va signar el seu primer contracte com a professional, per tres anys més, i va passar a ser jugador del primer equip a tots els efectes.
El 14 de desembre de 2016 va fer el seu primer hat-trick a en primera divisió, en una victòria per 7-0 sobre l'Stade Rennais als setzens de la Copa de la Lliga. Així mateix, va ser el primer jugador del Mònaco en aconseguir-ho en aquesta competició des de Sonny Anderson el 1997. L'11 de febrer de 2017 va fer el seu primer triplet a la Ligue 1 en el triomf com a local per 5-0 sobre el Metz. Deu dies més tard va marcar el seu primer gol a la Lliga de Campions en una derrota davant Manchester City (5-3). Va ser el segon francès més jove de la història que va marcar a la Lliga de Campions per darrere de Karim Benzema. Tres setmanes després va obrir el camí de la remuntada davant el club anglès en un triomf per 3 a 1. En l'eliminatòria de quarts de final contra el Borussia Dortmund va marcar tres gols més; dos gols a l'anada al Signal Iduna Park i un a la tornada, en el minut tres de la primera part. El 6 de maig va caure eliminat davant la Juventus FC per un global de 4-1, marcant l'únic gol del seu equip en el partit de tornada a domicili que va servir per acabar amb la ratxa d'imbatibilitat de Gianluigi Buffon. En la seva temporada de debut a la màxima competició continental va ser el sisè màxim golejador, amb sis gols, i va ser inclòs en l'equip ideal i com un dels jugadors revelació.

### Paris Saint-Germain

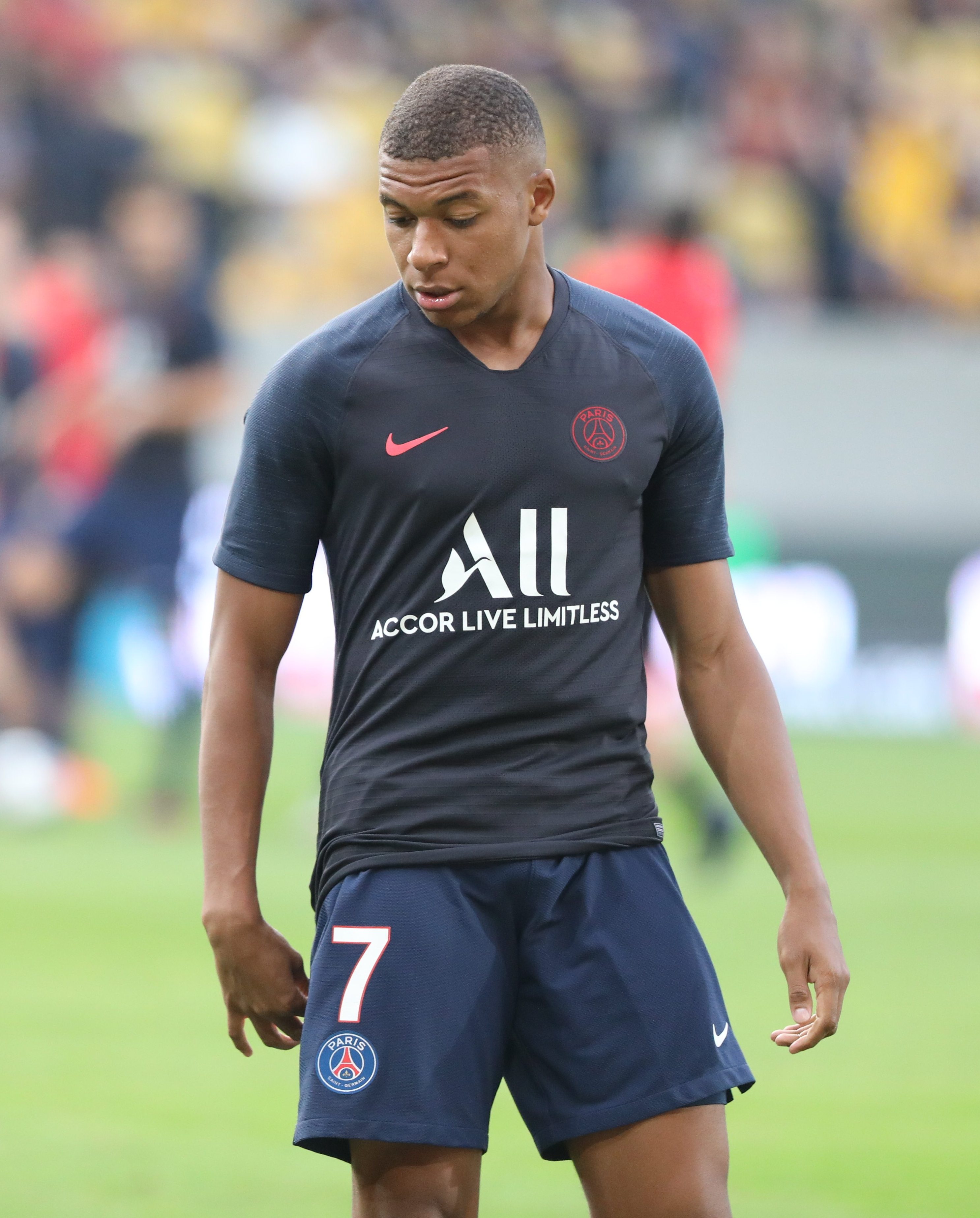
Mbappé amb el PSG el 2019.

L'estiu del 2017, el seu traspàs al PSG (Paris Saint-Germain) es va oficialitzar els últims dies de mercat. El seu fitxatge era recercat per tots els grans clubs europeus, però molts el van descartar pel preu elevat. El PSG, dirigit pel milionari Nasser Al-Khelaïfi, el va incorporar a les seves files amb un contracte de cinc anys, el primer en forma de cessió. Un any després, el PSG va fer efectiu el pagament de 180 milions d'euros a les arques monegasques, el que va ser el segon fitxatge més car de la història del futbol fins llavors, només superat pel de Neymar Jr, traspassat l'estiu anterior pel preu de 222 milions d'euros, la clàusula de rescissió que tenia amb el Barça.
El 2017, malgrat les ofertes de grans equips europeus, no va voler abandonar el seu país natal, França. Al PSG, considerat el millor equip de la Ligue 1 i una de les potències europees, formava un triplet atacant amb l'exjugador blaugrana Neymar Jr. i l'uruguaià Edinson Cavani.

### Reial Madrid
El 3 de juny del 2024 es va oficialitzar l'arribada de Mbappé al Reial Madrid amb un contracte de cinc anys i un sou de 15 milions d'euros anuals, inferior als 70 milions anuals que cobrava al Paris Saint-Germain.

## Carrera internacional

Mbappé amb la selecció francesa el 2021 contra Ucraina.

Mbappé va debutar amb la selecció absoluta francesa el 2017, després de passar per les categories sub-17 i sub-19. En la Copa del Món de 2018, Mbappé es va convertir en el jugador francès més jove en marcar en una Copa del Món, i es va convertir en el segon jugador menor de 20 anys, després de Pelé, en marcar en la final d'un mundial. França va guanyar el torneig, i Mbappé va acabar com a segon màxim golejador i va rebre el premi al Millor Jugador Jove per les seves actuacions.
El 10 d'octubre de 2021 va ser titular a la final de la Lliga de Nacions de la UEFA 2021 que França va guanyar contra Espanya per 1-2.

### Mundial 2022
El 22 de novembre de 2022, França va donar el tret de sortida a la seva participació a la Copa Mundial de la FIFA 2022 contra Austràlia. En el partit, Mbappé va ficar tres dels quatre gols de la selecció en una victòria per 4-1. Quatre dies més tard, Mbappé va marcar els dos gols de França en una victòria per 2-1 contra Dinamarca, assegurant la classificació per als vuitens de final i trencant així la "maledicció dels campions de la Copa del Món". Als vuitens de final contra Polònia, Mbappé va marcar dos gols, el primer a l'esquadra des de 16 metres i el segon amb una rematada enroscada a l'esquadra, en una victòria per 3-1 de França.

## Perfil de jugador
Mbappé ha estat descrit per Arsène Wenger com un "enorme talent futbolístic" que "té similituds amb Thierry Henry". El seu talent i les seves precoces actuacions amb França al Mundial de 2018 també van fer que se'l comparés amb Pelé en els mitjans de comunicació. Davanter polivalent, Mbappé juga sovint com a extrem, i és capaç de jugar en qualsevol de les dues bandes, a causa de la seva habilitat amb ambdós peus. És capaç de retallar cap al centre amb el seu peu dret més fort des de la banda esquerra, i també és capaç de crear ocasions i donar assistències als seus companys des de la dreta gràcies a la visió de joc. També és capaç de jugar al centre com a davanter principal, gràcies a la seva serenitat, precisió i olfacte de gol. Mbappé és un jugador molt hàbil, conegut també pel seu excel·lent regat, així com per la seva explosiva acceleració, agilitat, rapidesa de peus i creativitat en la possessió de la pilota, com demostren les seves elaborades fintes, com els passos per alt, o els seus sobtats canvis de ritme o de direcció per superar els seus rivals en situacions d'un contra un. Als 17 anys, tenia una complexió prima, però estava dotat de força física i atletisme. Als 22 anys, s'havia convertit físicament en un golejador d'elit.

## Estadístiques

### Club
Actualitzat a l'últim partit jugat el 30 d'abril de 2023
| Club                           | Temporada     | Lliga         | Lliga   | Lliga | Copa nacional | Copa nacional | Copa de lliga | Copa de lliga | Europa  | Europa | Altres  | Altres | Total   | Total |
| Club                           | Temporada     | Divisió       | Partits | Gols  | Partits       | Gols          | Partits       | Gols          | Partits | Gols   | Partits | Gols   | Partits | Gols  |
| ------------------------------ | ------------- | ------------- | ------- | ----- | ------------- | ------------- | ------------- | ------------- | ------- | ------ | ------- | ------ | ------- | ----- |
| AS Monaco II                   | 2015–16       | CFA           | 10      | 2     | —             | —             | —             | —             | —       | —      | —       | —      | 10      | 2     |
| AS Monaco II                   | 2016–17       | CFA           | 2       | 2     | —             | —             | —             | —             | —       | —      | —       | —      | 2       | 2     |
| AS Monaco II                   | Total         | Total         | 12      | 4     | —             | —             | —             | —             | —       | —      | —       | —      | 12      | 4     |
| AS Monaco                      | 2015–16       | 1a            | 11      | 1     | 1             | 0             | 1             | 0             | 1       | 0      | —       | —      | 14      | 1     |
| AS Monaco                      | 2016–17       | 1a            | 29      | 15    | 3             | 2             | 3             | 3             | 9       | 6      | —       | —      | 44      | 26    |
| AS Monaco                      | 2017–18       | 1a            | 1       | 0     | —             | —             | —             | —             | —       | —      | 1       | 0      | 2       | 0     |
| AS Monaco                      | Total         | Total         | 41      | 16    | 4             | 2             | 4             | 3             | 10      | 6      | 1       | 0      | 60      | 27    |
| Paris Saint-Germain FC (cedit) | 2017–18       | 1a            | 27      | 13    | 5             | 4             | 4             | 0             | 8       | 4      | —       | —      | 44      | 21    |
| Paris Saint-Germain            | 2018–19       | 1a            | 29      | 33    | 4             | 2             | 2             | 0             | 8       | 4      | 0       | 0      | 43      | 39    |
| Paris Saint-Germain            | 2019–20       | 1a            | 20      | 18    | 3             | 4             | 3             | 2             | 10      | 5      | 1       | 1      | 37      | 30    |
| Paris Saint-Germain            | 2020–21       | 1a            | 31      | 27    | 5             | 7             | —             | —             | 10      | 8      | 1       | 0      | 47      | 42    |
| Paris Saint-Germain            | 2021–22       | 1a            | 35      | 28    | 3             | 5             | —             | —             | 8       | 6      | 0       | 0      | 46      | 39    |
| Paris Saint-Germain            | 2022–23       | 1a            | 29      | 23    | 1             | 5             | —             | —             | 8       | 7      | 0       | 0      | 38      | 35    |
| Paris Saint-Germain            | Total         | Total         | 171     | 142   | 21            | 27            | 9             | 2             | 52      | 34     | 2       | 1      | 255     | 206   |
| Total carrera                  | Total carrera | Total carrera | 224     | 162   | 25            | 29            | 13            | 5             | 62      | 40     | 3       | 1      | 327     | 237   |

1. ↑  Includes Coupe de France
2. ↑  Includes Coupe de la Ligue
3. ↑  Appearance(s) in Lliga Europa de la UEFA
4. 1 2 3 4 5  Appearance(s) in Lliga de Campions de la UEFA
5. 1 2 3  Appearance in Trophée des Champions

### Internacional
Actualitzat a l'últim partit jugat el 27 de març de 2023
| Selecció | Any   | Partits | Gols |
| -------- | ----- | ------- | ---- |
| França   | 2017  | 10      | 1    |
| França   | 2018  | 18      | 9    |
| França   | 2019  | 6       | 3    |
| França   | 2020  | 5       | 3    |
| França   | 2021  | 14      | 8    |
| França   | 2022  | 13      | 12   |
| França   | 2023  | 2       | 2    |
| Total    | Total | 68      | 38   |

## Palmarès
Font:
AS Mònaco
- 1 Ligue 1: 2016-17

Paris Saint-Germain
- 6 Ligue 1: 2017-18, 2018-19, 2019-20, 2021-22, 2022-23, 2023-24
- 4 Copes franceses: 2017-18, 2019-20, 2020-21, 2023-24
- 2 Copes de la lliga francesa: 2017-18, 2019-20
- 3 Supercopes franceses: 2019, 2020, 2023

Reial Madrid CF
- 1 Copa Intercontinental de la FIFA: 2024
- 1 Supercopa d'Europa: 2024

Selecció francesa
- 1 Copa del Món: 2018
- 1 Lliga de les Nacions de la UEFA: 2020-21
- 1 Campionat d'Europa sub-19: 2016

### Individual
- Equip del Torneig del Campionat d'Europa Sub-19 de la UEFA: 2016.
- Millor jugador de l'any de la UNFP Ligue 1: 2018-19,[63] 2020-21,[64] 2021-22[65]
- Millor jugador jove de l'any de la UNFP Ligue 1: 2016-17,[66] 2017-18,[67] 2018-19.[68]
- Equip de l'any de la UNFP Ligue 1: 2016-17,[69] 2017-18,[70] 2018-19,[68] 2020-21,[71] 2021-22.[72]
- Jugador del mes de la UNFP Ligue 1: abr. 2017, mar. 2018,[73] ago. 2018,[74] feb. de 2019,[75] feb. 2021,[76] ago. 2021,[77] feb. 2022[78]
- Plantilla de la temporada de la Champions: 2016-17,[79] 2019-20,[80] 2020-21[81]
- Equip de la temporada de la Lliga de Campions de la UEFA: 2021-22.[82]
- FIFA FIFPro World11: 2018,[83] 2019.[84]
- Golden Boy: 2017.[85]
- Premi al Jugador Jove de la Copa Mundial de la FIFA: 2018.[86]
- Equip ideal de la Copa Mundial de la FIFA: 2018[87]
- Trofeu Kopa: 2018.[88]
- Equip Mundial Masculí de la IFFHS: 2018,[89] 2021.[90]
- Jugador francès de l'any: 2018,[91] 2019.[92]
- Equip de l'any de la UEFA: 2018.[93]
- Màxim golejador de la Ligue 1: 2018-19,[94] 2019-20,[95] 2020-21,[96] 2021-22[97]
- Màxim assistent de la Ligue 1: 2021-22
- Millor jugador de l'any de la Globe Soccer: 2021[98]
- Onze d'Or: 2019[99]
- Bota d'Or de la fase final de la UEFA Nations League: 2021[100]

## Procés judicial
El 14 d'octubre de 2024, la premsa sueca va anunciar que Mbappé era, suposadament, investigat per la violació d'una jove en un hotel d'Estocolm, on s'allotjava el jugador.